# Tal Shaked
Tal Shaked (* 5. Februar 1978) ist ein US-amerikanischer Großmeister im Schach und der Juniorenweltmeister von 1997.
Shakeds Karriere begann im Jahr 1997: Nach seinem Sieg bei den US-amerikanischen Juniorenmeisterschaften im Juni gewann er einen Monat später überraschend die Juniorenweltmeisterschaften der unter 20-Jährigen in Żagań (Polen). Als Internationaler Meister mit einer Elo-Zahl von 2500 war er bei 78 Teilnehmern die Nummer 15 der Setzliste, siegte aber am Ende mit 9,5 Punkten aus 13 Partien und wurde daraufhin Großmeister. Er ließ dabei Spieler wie Alexander Morosewitsch (Platz 12) und den FIDE-Weltmeister 2004, Rustam Kasimjanov (Platz 9) hinter sich.
Aufgrund dieses Erfolges wurde Shaked im selben Jahr zum Traditionsturnier von Tilburg (Niederlande) eingeladen, was der spätere Co-Sieger Garri Kasparow vor dem Turnier – erfolglos – zu verhindern versuchte: Kasparow – damals mit einer Elo von 2820 – fürchtete wegen des geringen Ratingschnitts des Turniers, der durch die Teilnahme Shakeds gesenkt wurde, um Punktverluste seiner Elo-Zahl. Shaked spielte unter seinen Möglichkeiten, erzielte in 11 Partien nur 3 Unentschieden und wurde letzter, seine Partie gegen Kasparow verlor er mit den weißen Steinen in nur 20 Zügen. In einem Interview nach dem Turnier äußerte sich Kasparow weiter abfällig, so könne er gegen Spieler wie van Wely, Piket und insbesondere Tal Shaked ohne Probleme auch simultan Schach spielen.
Im folgenden Jahr war Shaked als Juniorenweltmeister für die FIDE-Weltmeisterschaft 1997/98 qualifiziert. Das Turnier wurde im K.-o.-Modus ausgetragen, er scheiterte in der zweiten Runde an dem Russen Sergei Rubljowski. Shaked ist seitdem kaum mehr international aktiv.
Shakeds Elo-Zahl beträgt 2468 (Stand: Dezember 2014), er wird jedoch als inaktiv geführt, da er nach 1999 keine gewertete Partie mehr gespielt hat. Seine höchste Elo-Zahl von 2535 erreichte er im Januar 1998.
Im Jahr 2004 machte er einen Master-Abschluss in Computer Science an der University of Washington. Er arbeitet für die Firma Google. 